# سعيد (اسم)
أصل أسم سَعيد عربي، اسم علم مذكر عربي، وهو مصدر يدل على الفرح والسعادة واليمن، نقيض النحس. معناه: ذو الحظ الحسن، الفرحان. وقد يصغرونه فيقولون: «سُعَيد». ومؤنثهما: سَعيدة وسُعيدة.
واصل (سعيد) اسم علم شخصي مذكر، وله انتشار في العالم العربي.

## الشخصيات
- أبو سعيد الخدري، صحابي الجليل. اسمه: سعد بن مالك بن سنان أسلم وهو صغير، واستشهد والده في غزوة «أحد»، ولقد شهد أبو سعيد غزوة الخندق، وكان من كبار علماء الصحابة، والمكثرين في رواية الحديث النبوي.
- أبو سعيد الإصطخري الشافعي، فقيه العراق، ورفيقُ ابنِ سُريج.
- سعيد آيت مسعودان، (1933-2009) أول طيار جزائري ووزير سابق في عهدي الرئيسين الجزائريين، هواري بومديان والشاذلي بن جديد.
- سعيد مراد (ناقد سينمائي)، ناقد سينمائي من سوريا.
- سعيد مراد (منسق موسيقى)، منسق موسيقى من لبنان.
- سعيد بن زيد صحابي جليل من العشرة المبشرين بالجنة
- سعيد بن المسيب أحد فقهاء مدرسة الآثر في المدينة.

## قائمة
- كود سباركل
- تحديث القائمة

1. سعيد آقائي، لاعب كرة قدم إيراني.
2. سعيد آل حمسل، لاعب كرة قدم سعودي.
3. سعيد آيت مسعودان، وزير وسياسي جزائري.
4. سعيد إبراهيمي، لاعب كرة قدم.
5. سعيد أبو الريش، صحفي فلسطيني.
6. سعيد أبو بكر، ممثل مصري.
7. سعيد أبو زيد، مؤرخ مصري.
8. سعيد أبو شقرة.
9. سعيد أحمد إسماعيل الجناحي، كاتب صحافي وباحث مؤرخ يمني.
10. سعيد أختر الرضوي، ثيولوجي هندي.
11. سعيد اسحق، رئيس سوريا بالوكالة..
12. سعيد أفندي الجركاوي الداغستاني.
13. سعيد الاحمري، لاعب كرة قدم سعودي.
14. سعيد الأفغاني.
15. سعيد البحرة، كاتب سوري.
16. سعيد البرهاني.
17. سعيد البيباني.
18. سعيد الجابي.
19. سعيد الحجوي.
20. سعيد الحمالي.
21. سعيد الخرازي، لاعب كرة قدم مغربي.
22. سعيد الدعجاني، رجل دين سعودي.
23. سعيد الدوسري، لاعب كرة قدم سعودي.
24. سعيد الديوه جي، مؤرخ عراقي.
25. سعيد الرزيقي، لاعب كرة قدم عماني.
26. سعيد الزياني.
27. سعيد السباخي، لاعب كرة قدم.
28. سعيد السبع، سياسي فلسطيني.
29. سعيد السراج.
30. سعيد السريحي.
31. سعيد السيد بدير.
32. سعيد الشرتوني.
33. سعيد الشلبي.
34. سعيد الشهراني.
35. سعيد الشهري.
36. سعيد الشوا، سياسي فلسطيني.
37. سعيد الشون، لاعب كرة قدم عماني.
38. سعيد الشيخ سمتر.
39. سعيد الصالح، ممثل مصري.
40. سعيد الصباح.
41. سعيد الصنهاجي، مغني مغربي.
42. سعيد الطاهري، حكم كرة قدم مغربي.
43. سعيد الطيان.
44. سعيد العاص.
45. سعيد العايدي، سياسي من تونس.
46. سعيد العبد الله.
47. سعيد العتبة، سياسي فلسطيني.
48. سعيد الغزي، سياسي سوري.
49. سعيد الكأس، لاعب كرة قدم إماراتي.
50. سعيد الكفراوي.
51. سعيد الكملي، يشرف على كرسي الإمام مالك بن أنس يوم الثلاثاء بطنجة بين العشائين بمسجد الأربعين.
52. سعيد اللاوندي، كاتب صحفي وخبير في العلاقات السياسية وأستاذ جامعي مصري.
53. سعيد الماروق، مخرج لبناني.
54. سعيد المزين، شاعر فلسطيني.
55. سعيد المطيري.
56. سعيد المفتاحي، فنان ملحون مغربي.
57. سعيد المفتي، سياسي أردني.
58. سعيد المناعي.
59. سعيد الناصري، ممثل مغربي.
60. سعيد النجيمي، حكم كرة قدم فرنسي.
61. سعيد النهري.
62. سعيد الوكيل.
63. سعيد اليماني.
64. سعيد باشا كوجوك.
65. سعيد باشا لطفي.
66. سعيد باي، ممثل مغربي.
67. سعيد بتيجة.
68. سعيد بحجي.
69. سعيد برهان.
70. سعيد بقاتي، لاعب كرة قدم هولندي.
71. سعيد بلقولة.
72. سعيد بن أبي بردة الأشعري، تابعي وراوي حديث.
73. سعيد بن أبي عروبة.
74. سعيد بن أبي مريم.
75. سعيد بن أحمد بن سعيد.
76. سعيد بن الحارث بن قيس.
77. سعيد بن العاص، صحابي، ووال مسلم، وقائد عسكري.
78. سعيد بن المرزبان البقال، راوي حديث من الضعفاء.
79. سعيد بن المسيب، تابعي مدني، وأحد رواة الحديث النبوي، وأحد فقهاء المدينة السبعة من التابعين.
80. سعيد بن المنذر القرشي.
81. سعيد بن توفيل.
82. سعيد بن تيمور، سلطان سلطنة عُمان الأسبق.
83. سعيد بن جبير، تابعي جليل.
84. سعيد بن حمد الحارثي.
85. سعيد بن حمد السليطي.
86. سعيد بن حميد.
87. سعيد بن خالد.
88. سعيد بن خالد بن أبي طويل الشامي، راوي حديث رتبته منكر الحديث.
89. سعيد بن زعير، أكاديمي سعودي.
90. سعيد بن سلطان، سلطان عمان ومسقط و مؤسس الإمبراطورية العمانية.
91. سعيد بن طحنون آل نهيان.
92. سعيد بن عامر الجمحي.
93. سعيد بن عبد العزيز الحلبي.
94. سعيد بن عبد الله الحنفي.
95. سعيد بن عبد الملك.
96. سعيد بن عبد قيس.
97. سعيد بن عبدالواحد الشماخي.
98. سعيد بن عثمان بن عفان.
99. سعيد بن علي الكرمي، سياسي فلسطيني من مدينة طولكرم.
100. سعيد بن علي بن وهف القحطاني، عالم مسلم وإمام وكاتب سعودي.
101. سعيد بن عمرو الحرشي.
102. سعيد بن قيس الهمداني.
103. سعيد بن كاتب الفرغاني.
104. سعيد بن كانب الفرغاني.
105. سعيد بن محمد الطليطلي.
106. سعيد بن محمد الغامدي.
107. سعيد بن محمد الهمداني، محدث وعالم وفقيه مسلم بغدادي.
108. سعيد بن مسفر، رجل دين سعودي.
109. سعيد بن مسلط.
110. سعيد بن مصطفى، سياسي من تونس.
111. سعيد بن منصور.
112. سعيد بن نصر.
113. سعيد بن هشام.
114. سعيد بن يزيد الأزدي، والي مصر في عهد الدولة الأموية.
115. سعيد بن يزيد بن مسلمة الأزدي، تابعي وراوي حديث من الثقات.
116. سعيد بوتفليقة، سياسي جزائري.
117. سعيد بوطهار، لاعب كرة قدم هولندي.
118. سعيد بينو.
119. سعيد تقي الدين، كاتب مسرحي لبناني.
120. سعيد حارب.
121. سعيد حامد، مخرج أفلام سوداني.
122. سعيد حداد، لاعب كرة قدم جزائري.
123. سعيد حدو، درّاج طريق فرنسي.
124. سعيد حسينوفيتش، لاعب كرة قدم بوسني.
125. سعيد حمامي.
126. سعيد حمو.
127. سعيد حموني، لاعب كرة قدم مغربي.
128. سعيد حوى.
129. سعيد خطار البستاني، عسكري لبناني.
130. سعيد خطيبي، صحفي جزائري.
131. سعيد خوري، رائد أعمال فلسطيني.
132. سعيد خير الدين عروسي، لاعب كرة قدم جزائري.
133. سعيد دغاي، لاعب كرة قدم مغربي.
134. سعيد رمضان، سياسي مصري.
135. سعيد سالم.
136. سعيد سالم سعد باحقيبة، سياسي يمني.
137. سعيد سلطان بور، شاعر إيراني.
138. سعيد سمور، سياسي سوري.
139. سعيد سنبل.
140. سعيد سيفاو المحروق، شاعر ليبي.
141. سعيد شعبان.
142. سعيد شقم، سياسي ورياضي أردني.
143. سعيد شلبي.
144. سعيد شيبة، لاعب كرة قدم مغربي.
145. سعيد شيمي.
146. سعيد صالح، ممثل سعودي.
147. سعيد صالحي.
148. سعيد صديق، ممثل مصري.
149. سعيد صلبوخ، لاعب كرة قدم إماراتي.
150. سعيد صيام، سياسي فلسطيني.
151. سعيد طرابيك، ممثل مصري.
152. سعيد عبد الحافظ.
153. سعيد عبد الخالق، صحفي مصري.
154. سعيد عبد العظيم.
155. سعيد عبد الغني، ممثل مصري.
156. سعيد عبد الفتاح عاشور.
157. سعيد عبد الله، لاعب ومدرب كرة قدم إماراتي.
158. سعيد عزت اللهي، لاعب كرة قدم إيراني.
159. سعيد عسيلي.
160. سعيد عقل، شاعر لبناني.
161. سعيد عويطة، عداء مغربي.
162. سعيد غاندي، لاعب كرة قدم مغربي.
163. سعيد فائق أباصيانيق.
164. سعيد فتاح، لاعب كرة قدم مغربي.
165. سعيد فرج، لاعب كرة قدم عماني.
166. سعيد فريحة.
167. سعيد فودة.
168. سعيد فياض.
169. سعيد قرني عيسى جبير.
170. سعيد قريش، ممثل سعودي.
171. سعيد كامل الصباغ.
172. سعيد كردي.
173. سعيد كواشي.
174. سعيد لبان، لاعب كرة قدم سعودي.
175. سعيد لوتاه، رائد أعمال إماراتي.
176. سعيد ماكاسي، لاعب كرة قدم رواندي.
177. سعيد مبارك محمد سعيد دومان، سياسي يمني.
178. سعيد محمد الشيباني.
179. سعيد محمد بابا سيلا.
180. سعيد محمد باوزير، كاتب يمني.
181. سعيد محمد دحي، شاعر يمني.
182. سعيد محمد قطة، لاعب كرة قدم مصري.
183. سعيد محمد نور، قارئ مصري.
184. سعيد مخلوف.
185. سعيد مراد، لاعب كرة قدم مصري.
186. سعيد مراد.
187. سعيد مراغة، سياسي فلسطيني.
188. سعيد مرزوق، مخرج أفلام مصري.
189. سعيد مظفري زاده.
190. سعيد موسى، سياسي بليزي.
191. سعيد ميهامها، لاعب كرة قدم جزائري.
192. سعيد نجفي اسداللهي.
193. سعيد نفاع، سياسي إسرائيلي.
194. سعيد يوسف.
195. سعيد يونان.
196. محمد سعيد باشا، والي مصر من الأسرة العلوية.

## انظر ايضا
- أسيد (اسم)